# London Mets
Les London Mets sont un club de baseball basé à Londres participant à la National League, la première division britannique. Créés en 1988, les Mets comptent deux titres de champion national, en 2007 et 2008.
London Mets est le nom de l'équipe fanion de l'organisation des London Meteors gérant aussi les équipes des London Metros (AAA) et des Londons Marauders (A), notamment.

## Palmarès
- Champion de Grande-Bretagne : 2007, 2008.